# .cl
.cl er et nationalt topdomæne der er reserveret til Chile. Domænet administreres af Universidad de Chile. For at kunne registrere et .cl-domæne, skal man bo i Chile eller være chilensk statsborger.
| Nationale topdomæner | Spire Denne artikel om nationale topdomæner er en spire som bør udbygges. Du er velkommen til at hjælpe Wikipedia ved at udvide den. |